# 狭山アメリカ村
| スタブアイコン | サブスタブ | この項目は、まだ閲覧者の調べものの参照としては役立たない、埼玉県に関連した書きかけの項目です。この項目を加筆・訂正などしてくださる協力者を求めています（P:日本の都道府県/埼玉県）。 |

狭山アメリカ村（さやまアメリカむら）は、埼玉県狭山市の稲荷山公園（旧ジョンソン基地跡地公園＝ハイドパーク）のそばにあり、ジョンソン基地の隊員やその家族が住んでいた集落の通称。国道16号線沿いに立ち並んでいたその風変わりな洋風住宅は「米軍ハウス」の異名があった。
基地返還後は一般人に開放され、当時の日本では珍しかったアメリカの家屋のデザインと家賃の安さが若者に人気だった。1960年代から1970年代にかけて多くのミュージシャンが居住、独自の音楽コミュニティが形成された。特に、はっぴぃえんど解散後の細野晴臣が「HOSONO HOUSE」をホームレコーディングした場所であり、日本の音楽史的には重要な場所である。公営住宅と民営住宅があり、公営住宅は後に全戸立ち退きとなった。また、老朽化の問題から、空家になり次第、米軍ハウスは次々と取り壊されていった。その後は数件の米軍ハウスが残るのみである。
近隣の入間市にもジョンソン基地関連の米軍ハウスが僅かに残されており、1996年からジョンソン・タウンという住宅地・観光地として整備されているため、狭山アメリカ村にあったような米軍ハウスが立ち並ぶ様子を確認することができる。また、数多くのクリエイターが移住先として選び、文化活動の拠点としても維持されている。

## 居住したアーティスト
- 細野晴臣
- 小坂忠
- 洪栄龍
- 麻田浩